# Punjeiro
Punjeiro (llamada oficialmente San Marcos de Punxeiro) es una parroquia y un lugar del municipio español de Viana del Bollo, en la provincia de Orense, Galicia.

## Toponimia
La parroquia también es conocida por el nombre de San Marcos de Punjeiro.

## Organización territorial
La parroquia está formada por una entidad de población:
- Punxeiro

## Demografía
Gráfica demográfica del lugar y parroquia de Punjeiro según el INE español:
| Gráfica de evolución demográfica de Punjeiro entre 2000 y 2023 |
|                                                                |
| Datos según el nomenclátor publicado por el INE.               |